# Гуларт Ногейра, Флорентину
Флорентину Гуларт Ногейра (порт. Florentino Goulart Nogueira; 22 декабря 1924, Белен (Пара), Бразилия — 14 марта 2015, Санта-Комба-Дан, Португалия) — португальский поэт и крайне правый политик, «фашистский интеллектуал», идеолог лузитанского интегрализма. Автор ряда стихотворных произведений в жанре модернизма. В Новом государстве состоял в праворадикальной университетской организации, принадлежал к интегралистскому культурному сообществу. Активный противник Португальской революции 1974 года, основатель ультраправого Движения португальского действия.

## Происхождение и образование
Родился в портовом городе на севере Бразилии. Отец Флорентину Гуларта Ногейры был португальским переселенцем, мать — бразильянкой. В пятилетнем возрасте переехал в Португалию, жил в Кампии. Родители остались в Бразилии, Флорентину воспитывался бабушкой, дедушкой и тётей (которой впоследствии посвящал стихи).
Среднее образование получил в колледжах Оливейра-ди-Фрадиша, Эшпинью, Повуа-ди-Варзина. В 1950 поступил на факультет письма Лиссабонского университета, изучал историю, философию и юриспруденцию.

## Поэзия, взгляды, личность

### Поэт «литературного взрыва»
Флорентину Гуларт Ногейра рано начал писать стихи, выступал в жанре модернизма. В текстах проявлялась «метафизическая энергия» нон-конформизма. Впоследствии был назван «явлением литературного взрыва» и «вторым после Фернандо Пессоа португальским поэтом XX века». Поэт и филолог Жоржи де Сена считал, что яркость поэзии Гуларта Ногейры придавал его «драматичный подпольный аморализм», создающий «тревожную вибрацию» слога.
Состоял в редакционных коллегиях литературных журналов Graal и Agora. Был одним из основателей националистического журнала новой литературы Tempo Presente, который считался крупнейшим новаторским культурным проектом. Публиковался под различными псевдонимами: Жуан ди Албукерке, Лопу ди Албукерке, Ренату ди Валнегру, Дениш Мануэл, Мануэл Виейра, Фаусту Мадейра, Антониу Лашт. Иногда подписывался своим именем Флорентину.
Издал поэтические сборники Atlântida (1948) и Barco Vazio em Rio de Sombra (1951), вызвавшие широкий культурный резонанс

### Идеология «фашистской романтики»
Мировоззренчески Флорентину Гуларт Ногейра был близок к раннему фашизму. Он резко критиковал традиционный правый консерватизм и бюрократию авторитарного государства — «способных продать душу дьяволу за покой и комфорт». Выделял в португальской истории эпохи Афонсу Великого, войны за независимость, поколения 1895 года.
Изучал также наследие Муссолини, Хосе Антонио Примо де Риверы, Эзры Паунда, Юлиуса Эволы, Пьера Дриё ла Рошеля, высказывал интерес к Гитлеру. Флорентину Гуларт Ногейра был видной фигурой театральной студии Коимбрского университета — кружкового объединения ультраправых лузитанских интегралистов. Выступал с интеллектуальными изысканиями в духе «фашистского романтизма».

Фашизм Гуларта был для тех, кто отвергал тупой материализм и абсолютный детерминизм, кто не хотел быть рабом экономики, кто понимал смысл истории.

Такие взгляды сильно расходились с официальной идеологией Нового государства, с его культом авторитарной стабильности. Однако парадоксальным образом Флорентиу Гуларт Ногейра в целом поддерживал Антониу Салазара, хотя и к нему относился с немалой критичностью. При этом он был убеждён, что после ухода Салазара не станет и его режима. К преемнику Салазара Марселу Каэтану Гуларт Ногейра относился негативно. В 1970 написал очерк о Салазаре — Salazar: para um retrato de futuro.

### Стиль жизни
Гуларт Ногейра вёл демонстративно богемный образ жизни, часто посещал «литературные» кафе, где подолгу сидел с друзьями.

Талант Гуларта был равен его безалаберности: богемная ночная жизнь, долгие часы бесед, много сигарет на всех… Он был человеком твёрдых убеждений, от которых не отступал, несмотря на жизненные трудности. Он никогда не поддавался давлению реалий. По его словам, он был независимым, потому что не был богатым, «умел быть бедным».

## Политическая борьба
Флорентиу Гуларт Ногейра крайне враждебно принял португальскую Революцию гвоздик 25 апреля 1974 года. Он сразу включился в политическую борьбу не только против Движения вооружённых сил и компартии, но и в целом против революционных порядков. В июне 1974 года Гуларт Ногейра вместе с поэтом Родригу Эмилиу и философом Антониу Жозе ди Бриту учредил ультраправое Движение португальского действия (почётным председателем был бывший ректор Коимбрского университета Гильерме Брага да Круш). Организация вела активную антикоммунистическую, праворадикальную и салазаристскую пропаганду, участвовала в движении «молчаливого большинства».
После подавления выступлений 28 сентября 1974 Гуларт Ногейра был арестован и заключён в тюрьму Кашиас. Провёл в заключении более года. Освободился только после победы правых сил в событиях 25 ноября 1975.

## В новой Португалии
До конца жизни Флорентину Гуларт Ногейра не принял политических перемен в Португалии. Он отошёл от политики и общественной деятельности, однако сохранял связи с соратниками и единомышленниками, особенно с Родригу Эмилиу и Антониу Жозе ди Бриту. Продолжал писать стихи и публиковаться в литературных изданиях.
Скончался в доме для престарелых в возрасте 90 лет.